# Букнарі
Букнарі (груз. ბუკნარი) — село в Грузії.
За даними перепису населення 2014 року в селі проживає 775 осіб.